# Сен-Кристоль (Еро)
Сен-Кристо́ль, Сен-Крістоль (фр. Saint-Christol) — колишній муніципалітет у Франції, у регіоні Окситанія, департамент Еро. Населення — 1435 осіб (2011).
Муніципалітет був розташований на відстані близько 590 км на південь від Парижа, 21 км на північний схід від Монпельє.

## Історія
До 2015 року муніципалітет перебував у складі регіону Лангедок-Русійон. Від 1 січня 2016 року належав до нового об'єднаного регіону Окситанія.
1 січня 2019 року Сен-Кристоль і Верарг було об'єднано в новий муніципалітет Антр-Вінь.

## Демографія
Динаміка населення (INSEE ):
Розподіл населення за віком та статтю (2006):
| Стать | Всього | До 15 років | 15-24 | 25-44 | 45-64 | 65-85 | Понад 85 |
| --- | ------ | ----------- | ----- | ----- | ----- | ----- | -------- |
| Чоловіки | 721    | 143         | 72    | 180   | 210   | 96    | 20       |
| Жінки | 623    | 88          | 68    | 148   | 211   | 108   | 0        |
| \| Статево-вікова піраміда \| Статево-вікова піраміда \| Статево-вікова піраміда \| \| ----------------------- \| ----------------------- \| ----------------------- \| \| Чоловіки \| Вік \| Жінки \| \| 20 \| 85 + \| 0 \| \| 16 \| 80-84 \| 24 \| \| 32 \| 75-79 \| 16 \| \| 12 \| 70-74 \| 32 \| \| 36 \| 65-69 \| 36 \| \| 28 \| 60-64 \| 32 \| \| 63 \| 55-59 \| 56 \| \| 71 \| 50-54 \| 79 \| \| 48 \| 45-49 \| 44 \| \| 36 \| 40-44 \| 44 \| \| 48 \| 35-39 \| 52 \| \| 44 \| 30-34 \| 36 \| \| 52 \| 25-29 \| 16 \| \| 44 \| 20-24 \| 24 \| \| 28 \| 15-20 \| 44 \| \| 59 \| 10-14 \| 36 \| \| 36 \| 5-9 \| 16 \| \| 48 \| 0-4 \| 36 \| |        |             |       |       |       |       |          |
| Статево-вікова піраміда |        |             |       |       |       |       |          |
| Чоловіки | Вік    | Жінки       |       |       |       |       |          |
| 20 | 85 +   | 0           |       |       |       |       |          |
| 16 | 80-84  | 24          |       |       |       |       |          |
| 32 | 75-79  | 16          |       |       |       |       |          |
| 12 | 70-74  | 32          |       |       |       |       |          |
| 36 | 65-69  | 36          |       |       |       |       |          |
| 28 | 60-64  | 32          |       |       |       |       |          |
| 63 | 55-59  | 56          |       |       |       |       |          |
| 71 | 50-54  | 79          |       |       |       |       |          |
| 48 | 45-49  | 44          |       |       |       |       |          |
| 36 | 40-44  | 44          |       |       |       |       |          |
| 48 | 35-39  | 52          |       |       |       |       |          |
| 44 | 30-34  | 36          |       |       |       |       |          |
| 52 | 25-29  | 16          |       |       |       |       |          |
| 44 | 20-24  | 24          |       |       |       |       |          |
| 28 | 15-20  | 44          |       |       |       |       |          |
| 59 | 10-14  | 36          |       |       |       |       |          |
| 36 | 5-9    | 16          |       |       |       |       |          |
| 48 | 0-4    | 36          |       |       |       |       |          |

## Економіка
2010 року серед 943 осіб працездатного віку (15—64 років) 660 були активними, 283 — неактивними (показник активності 70,0%, у 1999 році було 67,6%). З 660 активних мешканців працювало 598 осіб (308 чоловіків та 290 жінок), безробітними було 62 (32 чоловіки та 30 жінок). Серед 283 неактивних 94 особи були учнями чи студентами, 88 — пенсіонерами, 101 була неактивною з інших причин.

У 2010 році в муніципалітеті числилось 541 оподатковане домогосподарство, у яких проживали 1398,0 особи, медіана доходів виносила 20 367,5 євро на одного особоспоживача